# Дуб южный
Дуб ю́жный (лат. Quércus austrína) — дерево; вид рода Дуб семейства Буковые (Fagaceae).
В естественных условиях произрастает на юго-западе Северной Америке в прибрежных областях. Предпочитает влажные места, у берегов рек.
Может достигать высоты в 14—18 метров, а в ширину вырастает до 11—15 метров. Листья узкие, с мелкими округлыми лопастями.

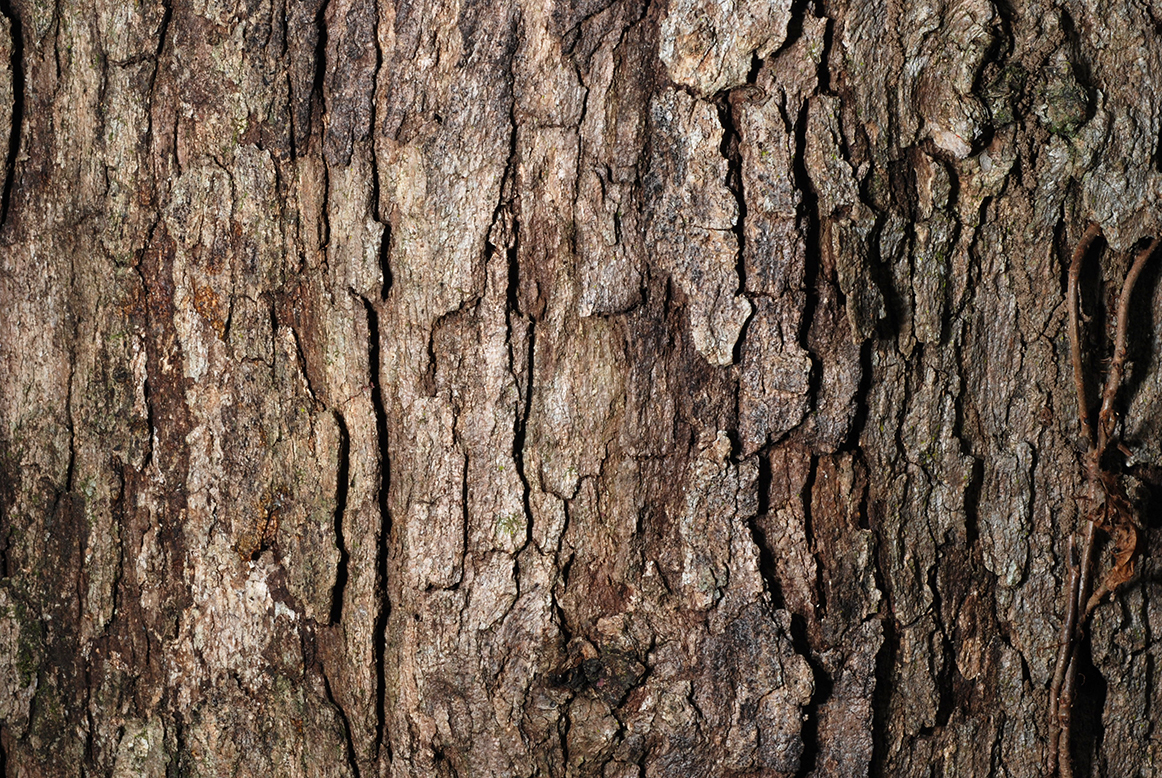
Кора
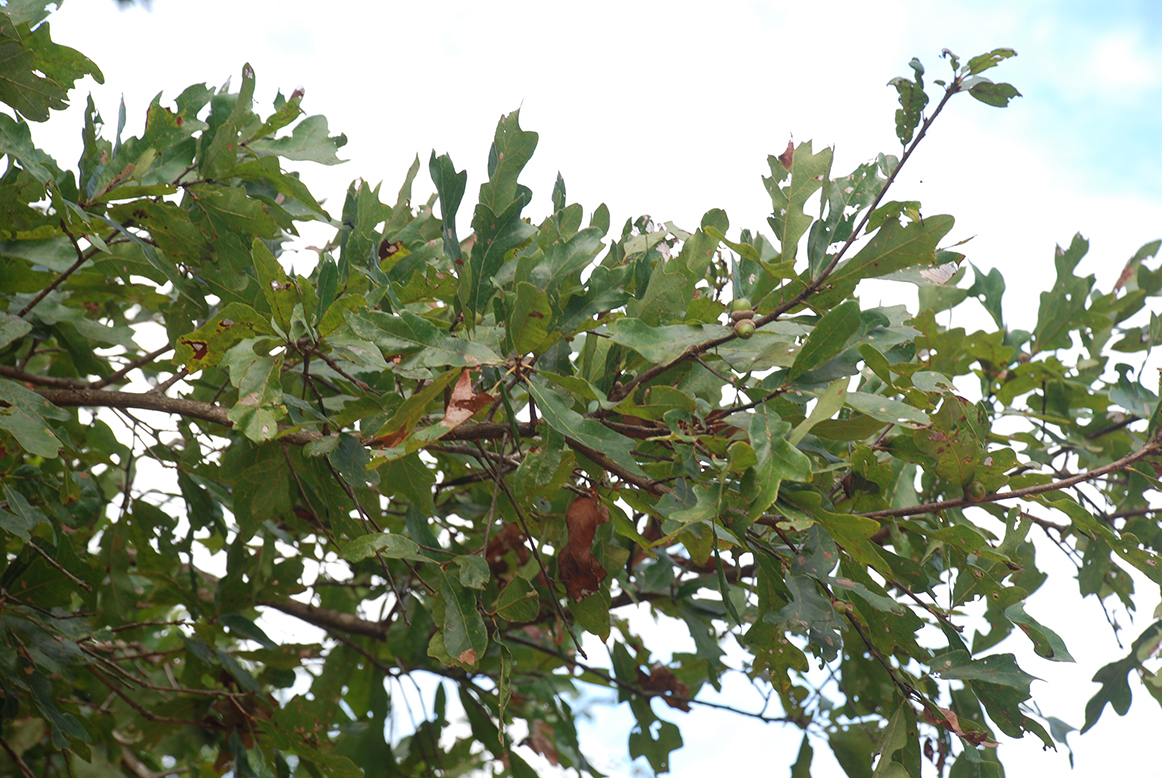
Ветви
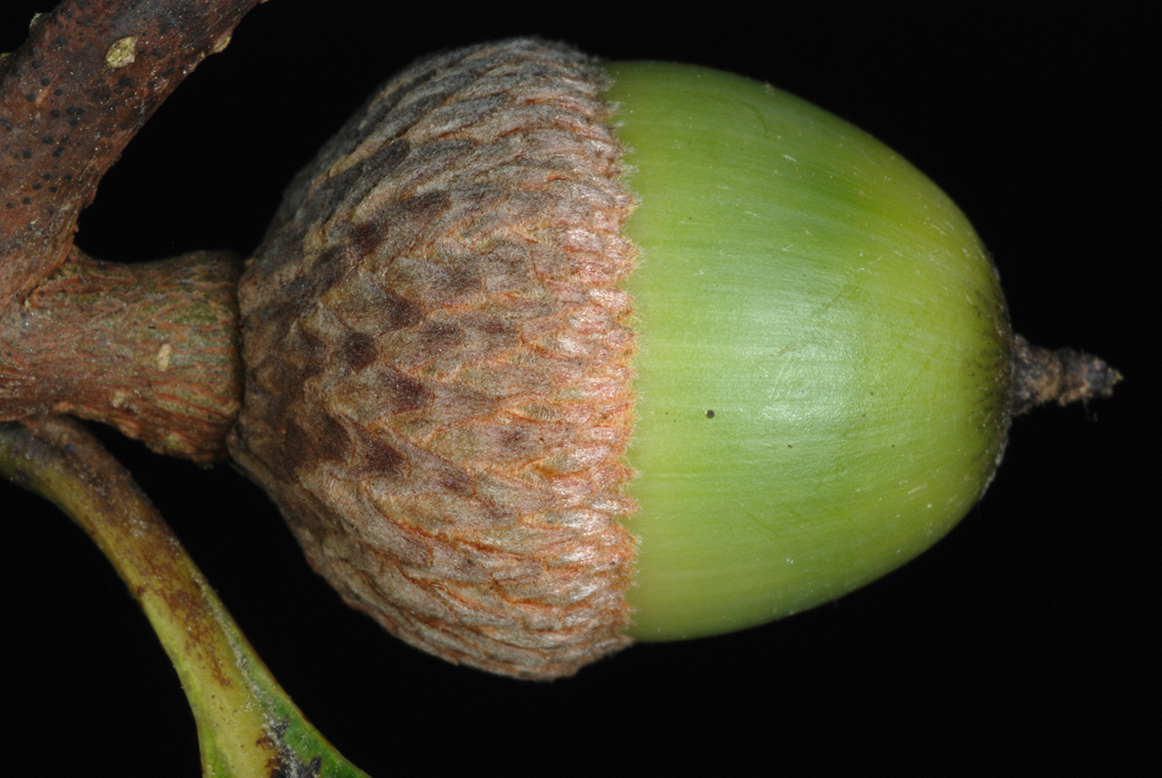
Жёлудь